# Кляшторный, Матвей Ильич
Матвей Ильич Кляшто́рный
 (8 (21) ноября 1905 год — 24 августа 1967 год) — советский учёный-химик и выдающийся изобретатель в области технологий получения щелочных металлов, их пероксидов (Na2O2, K2O2 и т. д.) и супероксидов (NaO2, KO2 и т. д.)

в промышленных масштабах, а также их применения в высокоэффективных способах и системах регенерации воздуха замкнутых объёмов (подводные лодки
, пилотируемые космические аппараты

,
изолирующие противогазы, самоспасатели) в системах их жизнеобеспечения, которые имели важное оборонное и хозяйственное значение. Лауреат Сталинской премии (1943)
, профессор, первый заведующий кафедрой «Технология неорганических веществ и неорганическая химия» химико-технологического факультета Донецкого политехнического института, доктор технических наук.

## Биография
Матвей Ильич Кляшторный родился 8 (21) ноября 1905 года в семье кустаря в селе Ды́мерка Киевской губернии Российской империи. Учился в земской школе села.
Рано оставшись без родителей, он мог рассчитывать только на свои силы, волю и интеллект.
После окончания в 1929 году химического факультета Киевского политехнического института он работал с 1929 года по 1941 год куратором проектов, заведующим проектным отделом Украинского государственного института прикладной химии («Укргипрохим», г. Харьков). С 1941 по 1944 год работал техническим руководителем цеха Чирчикского электрохимического комбината, с 1944 по 1950 год — старшим научным сотрудником НИИ-26 (Научно-исследовательский противогазовый институт, НИПИ) Министерства химической промышленности (г. Электросталь Московской области), с 1950 по 1951 год — начальником цеха Сталинского (Донецкого) завода химических реактивов. С конца декабря 1950 года работал в Донецком индустриальном институте доцентом кафедр «Технологии неорганической химии», «Общая химия», заведующим кафедры «Технология неорганических веществ и неорганическая химия».

### Краткая хронология
- В 1923 году начал обучение в Киевском политехническом институте.
- 25 октября 1929 года на химическом факультете Киевского политехнического института защитил дипломный проект на тему «Проект хромового завода» с оценкой «отлично».
- В 1929 году молодым инженером группы «В» начинает работать в Райконторе химпроекта в г. Харьков.
- В июле 1932 года назначается заведующим проектным отделом Украинского (Харьковского) Государственного института прикладной химии («УкрГипрохим», г. Харьков, из которого впоследствии выросли мощные исследовательские учреждения, как Углехимический институт (УХИН)[18], Научно-исследовательский институт основной химии (НИОХИМ)[19]), руководит группой при секторе электрохимии.
- В 1933 года, за ударную и примерную работу в области получения металлического натрия и металлического калия премируется треугольником института (из приказа № 50 от 07.11.1933 года).
- В мае 1935 года по распоряжению треста «Укрхим» направлен институтом внедрять на заводе «Донсода» (сейчас Лисичанский содовый завод) метод получения металлического калия в промышленном масштабе.
- 26 апреля 1939 года решением Аттестационной комиссии утвержден в ученом звании старшего научного сотрудника по специальности «Неорганическая химия». В этом же году руководство Украинского (Харьковского) Государственного института прикладной химии считает необходимым (из характеристики) допустить М. И. Кляшторного к защите кандидатской диссертации. Здесь ярко проявилась склонность к исследовательской и изобретательской работе, что позволило ему к 1940 году завершить написание кандидатской диссертации. Тема её была засекречена — связана с оборонной промышленностью.
- В июне 1941 года фашисты вероломно нападают на нашу Родину. 22 августа 1941 года согласно распоряжению заместителя наркома химической промышленности СССР Н. С. Железнякова необходимо было форсировать исследования и организовать промышленное производство химпродукта. Это обстоятельство отодвинуло защиту кандидатской диссертации на несколько лет. Группа, руководимая М. И. Кляшторным и работающая над оборонной тематикой, эвакуируется в г. Владимир под Москвой. М. И. Кляшторный назначается начальником цеха № 2 Владимирского химического завода.
- В конце октября 1941 года фашисты подходят к столице — Москве. Из Москвы и Подмосковья эвакуируются объекты оборонного значения. Эвакуируется и цех № 2 Владимирского химического завода, которым руководил М. И. Кляшторный, на Чирчикский электрохимический комбинат им. И. В. Сталина (ныне АО «Максам-Чирчик»)[20] город Чирчик Ташкенской области Узбекской ССР.
- С января 1942 года М. И. Кляшторный работает техническим руководителем цеха № 44 по выпуску оборонной продукции, автором технологии получения которой он являлся. Фактически с начала войны, на базе эвакуированного с Украины химического оборудования начал работать цех по производству металлического натрия и калия и на их основе регенеративного вещества[21].
- Работая в годы Великой Отечественной войны сначала техническим руководителем, а затем начальником цеха № 44, а также начальником цеха № 213 — выпускающего установки по регенерации воздуха, неоднократно был награждён премиями за перевыполнение ежемесячных плановых заданий.
- За разработку новой более совершенной установки для регенерации воздуха замкнутых объёмов (в частности, подводные лодки) в 1943 году М. И. Кляшторному присуждается Сталинская премия за выдающиеся изобретения и коренные усовершенствования методов производственной работы (1943) третьей степени и присвоено звание лауреат[15][16].
- В 1944 году М. И. Кляшторного принимают в члены КПСС и в этом же году он защищает диссертацию на соискание звания кандидат технических наук.
- По распоряжению заместителя Министра химической промышленности в сентябре 1944 года М. И. Кляшторного переводят в НИИ-26 (Научно-исследовательский противогазовый институт, созданный в 1936 году в составе Наркомата тяжелой промышленности, ныне ОАО «Электростальское научно-производственное объединение „Неорганика“», входит в ОАО «Корпорация „Росхимзащита“»)[22] в г. Электросталь Московской области, где он продолжает работать над усовершенствованием методов регенерации воздуха.
- C 1950 года по 1951 год — работает начальником цеха Сталинского азотного завода (ранее — Юзовского азотного, а позже — Донецкого завода химических реактивов)[23].
- 26 декабря 1950 года М. И. Кляшторный зачислен по контракту на штатную должность доцента кафедры «Технологии неорганической химии» Донецкого индустриального института (из заявления от 03 ноября 1950 года на имя ректора ДИИ Борисенко К. С.).
- 24 января 1951 года М. И. Кляшторный избран по конкурсу и зачислен на должность доцента кафедры «Технология неорганических веществ» Донецкого индустриального института (выписка из приказа № 127 от 13 февраля 1951 года).
- 01 июля 1957 года, в связи с ликвидацией специальности «Технология неорганических веществ», переведен доцентом на кафедру «Общая химия» (выписка из приказа № 407).
- 29 января 1959 года, как доценту кафедры «Общая химия», М. И. Кляшторному был предоставлен творческий отпуск на 3 месяца для переоформления докторской диссертации.
- С 18 апреля 1962 года работает в научно-исследовательской лаборатории на кафедре «Общая химия».
- В 1964 году М. И. Кляшторный защитил диссертацию на соискание звания доктор технических наук.

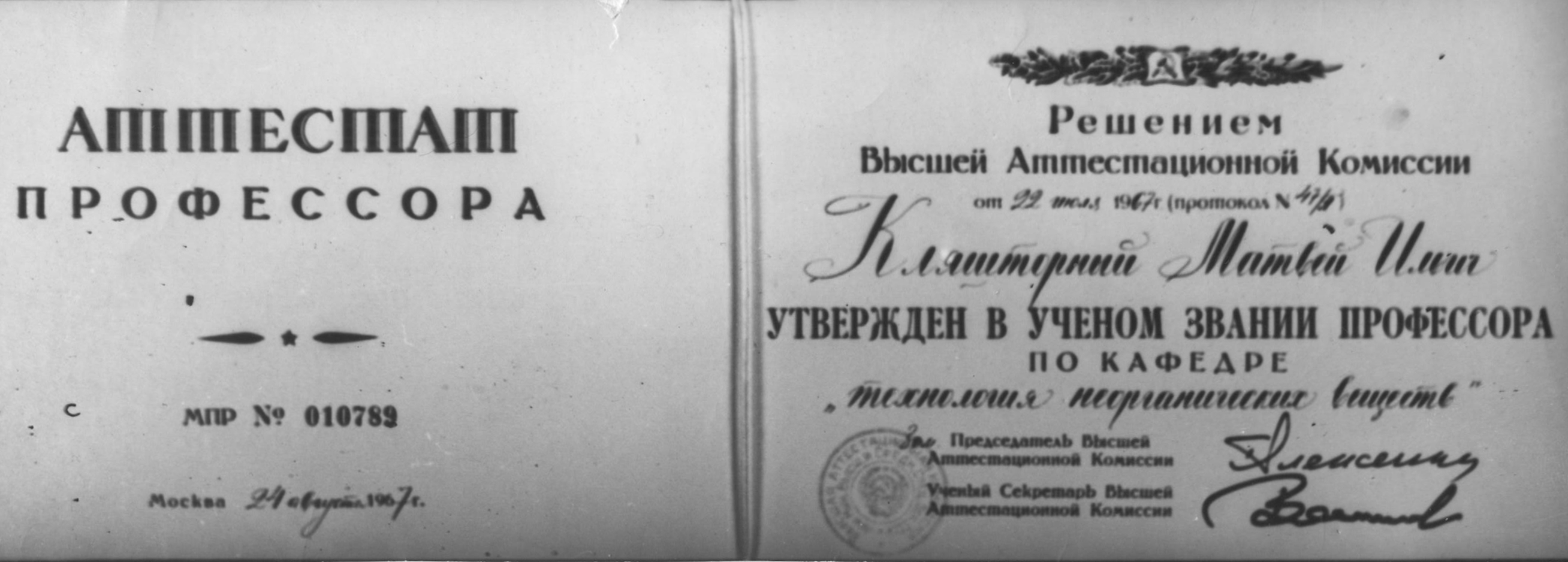
Аттестат профессора Кляшторного М. И.

- 20 ноября 1964 года переведён на должность профессора кафедры «Общая химия», как избранный по конкурсу.
- 01 сентября 1966 года назначен на должность исполняющего обязанности заведующего вновь образованной кафедры «Технология неорганических веществ» (ТНВ) Донецкого политехнического института (ДПИ),

a c 06 сентября 1966 года по конкурсу избран на должность заведующего этой кафедрой.
- В 1967 году присвоено звание профессора по этой кафедре (решение Высшей Аттестационной Комиссии, от 22 июля 1967 года, протокол № 47/1, аттестат профессора МПР № 010789 от 24 августа 1967 года).

Похоронен на Мушкетовском кладбище в Калининском районе города Донецк.

## Научная деятельность
Научная деятельность профессора М. И. Кляшторного была направлена на разработку разнообразных технологий получения и применения способов регенерации воздуха, которые имели важное оборонное и хозяйственное значение.
Его научные интересы были сконцентрированы на разработке:
- способов получения щелочных металлов, их супероксидных (надпероксидных) соединений и спецпродуктов на их основе;
- технологий производства и применения спецпродуктов для поглощения диоксида углерода и выделения кислорода в атмосфере замкнутых объёмов.

В начале 1930-х гг. промышленность СССР стала поставлять на военно-морской флот раздельную систему регенерации, состоящую из баллонов с кислородом и средств очистки воздуха от СО2. К последним относились регенерационные патроны РВ-2, РВ-3, РВПМ и электрические вентиляторы для прокачки воздуха через них. Эта система регенерации воздуха обеспечивала нахождение под водой малых подводных лодок до 48 ч, а больших — до 72 ч. Основными недостатками являлись масса и
габариты системы, а также высокая шумность работы вентиляторов.
В конце 1943 года на вооружение подводных лодок стали поступать новые регенерационные установки РУКТ-3 и регенерационные патроны РВ-5 к ней. Принцип действия системы был основан на способности этих патронов поглощать диоксид углерода и пары
воды из воздуха с выделением кислорода. Система не потребляла энергии, работала бесшумно и могла обеспечить пребывание подводных лодок под водой до 15 суток. В 1944 году была создана усовершенствованная система РУКТ-4, эффективность которой возросла на 17 %, кроме этого появилась возможность прерывать регенерацию воздуха, что снижало расход патронов.
В 1943 году за разработку и внедрения специальной установки М. И. Кляшторному и другим изобретателям (начальник лаборатории НИИ № 26 Чукалин, Иван Иванович; научный сотрудник НИИ № 26 Ковалёва, Ольга Фёдоровна; механик цеха Чирчикского электрохимического комбината Соляниченко, Вадим Игнатович) было присвоено звание лауреата Сталинской (Государственной) премии СССР третьей степени.
Регенерационная двухъярусная установка (известная как РДУ) снабжена пластинами на основе надпероксида (супероксида) калия (KO2) — комплект В-64 (ВН-64), а впоследствии усовершенствованными комплектами В-100 (ВН-100), который состоит из пакета регенеративных пластин, помещенных в герметичный металлический ящик с припаянной крышкой.
Регенерационная мощность комплекта В-64 составляет 64 человеко/часов (для В-100 составляет 100 человеко/часов). Количество людей, обеспечиваемых одной установленной РДУ (В-64): 1,7 человек — при придельной допустимой концентрации CO2, равной 0,8 % (режим 1); 4 человека — при предельно допустимой концентрации CO2 равной 1,3 % (режим 2).
Принцип действия РДУ основан на свойствах регенеративного продукта KO2 — высокоактивного вещества, из которого изготовлены пластины, вступать в химическую реакцию с парами воды и CO2, находящимися в воздухе. В результате экзотермической реакции выделяется кислород и поглощается диоксид углерода. Происходящие химические превращения можно представить суммарной брутто реакцией:
{\displaystyle {\mathsf {4KO_{2}+4CO_{2}+2H_{2}O\ {\xrightarrow {\ \ }}\ 4KHCO_{3}+3O_{2}\uparrow }}}
РДУ применяется на дизельных подводных лодках в качестве основной системы регенерации, а также на атомных подводных лодках 2-го и 3-го поколений в качестве аварийной системы регенерации при отсутствии энергии
.
После окончания Второй мировой войны с дальнейшим развитием атомного подводного флота СССР были разработаны и другие системы регенерации и жизнеобеспечения замкнутых объёмов.
Специальный диссертационный совет Военной Академии химической защиты имени К. Е. Ворошилова в 1944 году Кляшторному М. И. присвоил учёную степень кандидата технических наук, а в 1964 году Специальный диссертационный совет Новочеркасского политехнического института — ученую степень доктора технических наук.
Начав работать в Донецком политехническом институте (ДПИ) М. И. Кляшторный продолжил работы по созданию новых систем и поглотителей CO2, работы, которая стала делом его жизни с первых шагов инженерной деятельности.
Является автором 74 научных трудов, 15 авторских изобретений и патентов, в основном по закрытой (специальной, с грифом СС) тематике. Под руководством М. И. Кляшторного на кафедре успешно выполнялся значительный объём хоздоговорных работ и работ по специальной тематике.
Страстно увлеченный своим делом, обладая талантом изобретателя, сконцентрировав вокруг себя способных и талантливых молодых ученых, в лаборатории кафедры «Технология неорганических веществ и неорганическая химия» (ТНВ) ДПИ были созданы твёрдый регенерируемый поглотитель углекислого газа марки ТРП-ДПИ и другие изделия, которые нашли применение в атомных подводных лодках второго поколения. К числу его учеников принадлежит учёный-химик и изобретатель — Масляев, Виктор Семенович.
М. И. Кляшторный сыграл большую роль во время становления кафедры ДПИ «Технология неорганических веществ и неорганическая химия», в частности, научных исследований на кафедре. Сейчас на кафедре работает много его учеников, которые с большой благодарностью почитают его память.

## Преподавательская деятельность
Матвей Ильич Кляшторный был ведущим лектором по основным дисциплинам для студентов:
- Технология получения щелочных металлов.
- Технология азотной кислоты.
- Технология соды и содопродуктов

Лекции профессора М. И. Кляшторного были интересными и тесно связанными с задачами химической промышленности.

## Награды, премии и память
- Работая в «Донсода» дважды в мае и сентябре 1936 года была объявлена благодарность по институту за успешное внедрение работ в промышленных условиях с выдачей денежных премий (700 рублей и 2000 рублей).

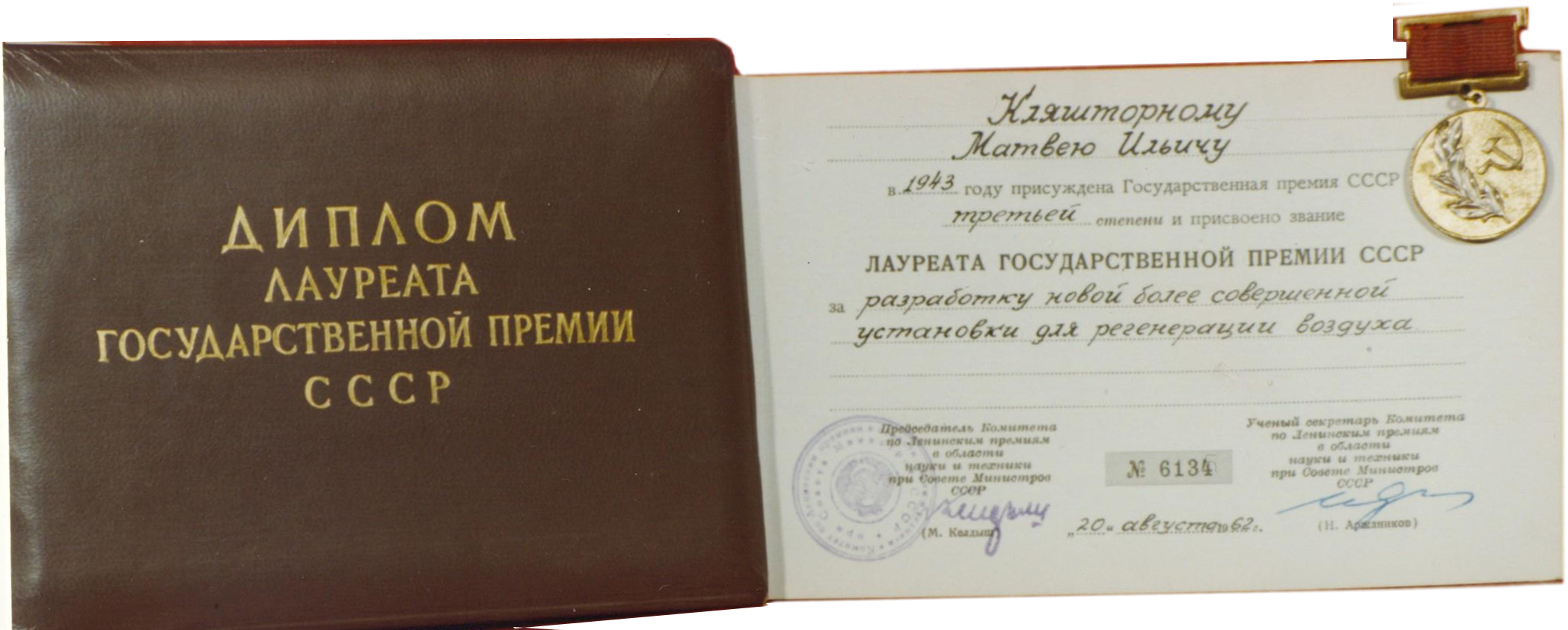
Диплом лауреата Сталинской (Государственной) премии Кляшторного М. И.

- Сталинская премия третьей степени (1943 год, диплом № 6134 от 20 августа 1962 года, председатель комитета — Келдыш Мстислав Всеволодович) — за разработку новой более совершенной установки для регенерации воздуха[15][16], с размером премии 50.000 рублей. В 1962 году приравнена к учреждённой Государственной премии СССР.
- На факультете экологии и химической технологии в ДонНТУ учреждена стипендия имени М. И. Кляшторного, которой ежегодно награждаются студенты, продемонстрировавшие успехи в учёбе и научном творчестве.
- В первом учебном корпусе Донецкого национального технического университета среди портретов видных учёных, работавших в университете и составляющих его гордость и славу, можно увидеть портрет профессора Матвея Ильича Кляшторного.

## Семья
- Дочь — Фаина Матвеевна Слонимская (Кляшторная);
  - Внуки — Леонид, Илья

## Публикации
- Кляшторный М. И. О встречной диффузии КОН и К2СО3 в твердых примыкающих друг к другу слоях КОН и К2СО3 при поглощении этими слоями паров воды // Журнал прикладной химии : журнал. — Л.: Наука, 1957. — ? (т. 30, № 12). — С. ?—?. — ISSN 0044-4618.

- Кляшторный М. И. Прямой электрохимический синтез KO2 // Журнал прикладной химии : журнал. — Л.: Наука, 1959. — Февраль (т. 32, № 2). — С. 337—342. — ISSN 0044-4618.

- Кляшторный М. И. Растворимость сплава K–Na в системе KCl–KOH–NaCl–NaOH // Известия высших учебных заведений. Химия и химическая технология : журнал. — Иваново: Ивановский государственный химико-технологический университет, 1960. — . (т. 3, № 3). — С. ?—?. — ISSN 0579-2991.

- Кляшторный М. И., с соавторами. Сорбция паров воды системой Na2СO3–NaOH // Журнал прикладной химии : журнал. — Л.: Наука, 1962. — . (т. 35, № 3). — С. ?—?. — ISSN 0044-4618.